# Lasioglossum anellum
Lasioglossum anellum är en biart som först beskrevs av Joseph Vachal 1905.  Lasioglossum anellum ingår i släktet smalbin, och familjen vägbin. Inga underarter finns listade i Catalogue of Life.